# Xã Franklin, Quận Des Moines, Iowa
Xã Franklin (tiếng Anh: Franklin Township) là một xã thuộc quận Des Moines, tiểu bang Iowa, Hoa Kỳ. Năm 2010, dân số của xã này là 752 người.